# Blatný vrch
Blatný vrch (německy Plattenhausenriegel) je hora na Šumavě na česko-německé hranici, jejíž vyšší jižní vrchol (1376 m n. m.) leží v Bavorsku, na českém území leží nižší severní vrchol (1368 m n. m). Hraniční čára dosahuje v nejvyšším místě nadmořské výšky 1370,3 m. Je šestou nejvyšší horou Šumavy. Leží 7,5 km jihozápadně od Modravy; česká část hory přísluší do katastrálního území Filipova Huť obce Modrava.

## Přístup
Na Blatný vrch nevedou značené turistické cesty. Hora leží na obou stranách hranice v nejpřísněji chráněné první, resp. jádrové zóně Národního parku Bavorský les a Národního parku Šumava. Z toho důvodu je přístupná pouze po německé straně hraničního chodníku v období od 15. 7. do 15. 11.

## Okolí
Na severním úbočí, v sedle se Studenou horou, se rozkládá Blatenská slať, nejvýše položená šumavská slať, součást přírodní památky Modravské slatě, největšího komplexu rašelinišť na Šumavě.